# آدم راسيل
آدم راسيل (بالإنجليزية: Adam Russell)‏ هو لاعب كرة قاعدة أمريكي، ولد في 14 أبريل 1983 في نورث أولمستيد في الولايات المتحدة.

## وصلات خارجية
- آدم راسيل على موقع دوري كرة القاعدة الرئيسي (الإنجليزية)
- آدم راسيل على موقعبيزبول رفرنس.كوم (الدوري الرئيسي) (الإنجليزية)
- آدم راسيل على موقعبيزبول رفرنس.كوم (الدوري الثانوي) (الإنجليزية)
- آدم راسيل على موقع إي إس بي إن.كوم (أم.أل.بي) (الإنجليزية)
- آدم راسيل على موقع مشجعي الرسوم البيانية (الإنجليزية)